# Nicole Puzzi
Tereza Nicole Puzzi Ferreira (Floraí, 17 de maio de 1958) é uma atriz, apresentadora e socióloga brasileira.
De ascendência italiana, já foi considerada símbolo sexual e estrela da pornochanchada.

## Biografia
Filha de fazendeiros no Paraná, da cidade de Florai, saiu de casa aos 17 anos e passou a morar em São Paulo nos anos de 1970. Antes de se tornar atriz, Nicole foi modelo, trabalhou no circo e em shows com o grupo "Os Trapalhões". Após tentar trabalhos na TV Tupi, conheceu Jean Garret que a levou para a Boca do Lixo, e iniciou carreira no cinema em 1975, trabalhando em Possuídas pelo Pecado e, assim, ficou conhecida pelas participações no gênero do cinema brasileiro denominado de pornochanchada, nas décadas de 1970 e 1980.
Foi estrela de longas como “Damas do Prazer” (1975), “O Prisioneiro do Sexo” (1978), “Eros, o Deus do Amor” (1981) e “As Sete Vampiras” (1986). Também fez “Gabriela, Cravo e Canela” (1983), ao lado de Sônia Braga e Marcello Mastroianni, e “Eu” (1987), com Tarcísio Meira.
Na TV, teve destaque como a médica Luísa na telenovela Barriga de Aluguel, de Glória Perez. Atuou em 14 novelas, a última foi "Amor e Revolução" (2011), no SBT.
Também é ativista dos direitos dos animais e escreveu o livro “A boca de São Paulo”, em que relata os bastidores das porchanchadas.
Foi uma das palestrantes do Festival Path 2019 realizado em São Paulo. Falou sobre "A arte como propulsora da inovação no Centro de São Paulo", junto com Laura Maringoni, Ana Weiss e Vera Santana.
Em 2020, esteve no primeiro grande espetáculo de teatro online do Brasil, a peça "A Arte de Encarar o Medo", de Ivam Cabral e Rodolfo García Vázquez, da Cia. de Teatro Os Satyros.
Desde 2017 apresenta o programa Pornolândia no Canal Brasil.

## Vida Pessoal
Afirma ter tido dois amores na vida. O primeiro, antes dos 20 anos, era "um cantor famoso da época da Jovem Guarda", que a deixou para ficar com "uma mulher horrorosa, mas rica". "O pai dele se opunha ao nosso relacionamento." O segundo ela conheceu em 1984, quando estava saindo do teatro onde se apresentava no espetáculo "O Terceiro Beijo", com texto de Walcyr Carrasco. Ele morreu dois anos depois. A única filha de Nicole, Dominique Brand, não é de nenhum dos dois grandes amores.
Nicole revelou ter tido um relacionamento com o cantor Belchior. Segundo a atriz, ele era "um grande amigo, irônico, divertido, inteligente e com visão da vida que eu não conseguia alcançar".

## Filmografia

### Cinema
| Ano  | Título                                  | Personagem      | Notas          |
| ---- | --------------------------------------- | --------------- | -------------- |
| 1976 | Possuídas pelo Pecado                   | Dora            |                |
| 1977 | Escola Penal de Meninas Violentadas     | Interna         |                |
| 1977 | Pensionato das vigaristas               | Seca            |                |
| 1978 | Damas do Prazer                         | Uma Dama        |                |
| 1978 | O prisioneiro do sexo                   | Berenice        |                |
| 1978 | Reformatório das depravadas             | Alexandra       |                |
| 1979 | O Gênio do Sexo                         | Angélica        |                |
| 1979 | Bandido, fúria do sexo                  | Kátia           |                |
| 1979 | Belinda dos orixás na praia dos desejos | Belinda         |                |
| 1980 | Ariella                                 | Ariella         |                |
| 1980 | O Convite ao Prazer                     | Gina            |                |
| 1981 | Eros, o deus do amor                    |                 |                |
| 1981 | Filhos e Amantes                        | Bebel           |                |
| 1981 | Volúpia ao Prazer                       | Milena          |                |
| 1982 | Perdida em Sodoma                       | Marlene         |                |
| 1982 | Retrato falado de uma mulher sem pudor  | Jandira         |                |
| 1982 | Tessa, a gata                           | Tessa           |                |
| 1983 | O bom burguês                           | Antônia         |                |
| 1983 | Gabriela, cravo e canela                | Malvina         |                |
| 1986 | As sete vampiras                        | Sílvia Rossi    |                |
| 1987 | Anjos do arrabalde                      | Fernanda        |                |
| 1987 | Eu                                      | Lila            |                |
| 2000 | A Caravela                              | Esposa          | Curta-metragem |
| 2004 | O Sequestro                             | Mulher no salão | Curta-metragem |
| 2006 | Fuga e Cativeiro                        | Mãe             | Curta-metragem |
| 2009 | Os Bons da Boca                         | Ela mesma       | Curta-metragem |
| 2015 | Lembranças de Mayo                      | Zilda           | Curta-metragem |
| 2016 | Aquela Rua Tão Triumpho                 | Ela mesma       | Curta-metragem |
| 2017 | Babadaboca                              | Ela mesma       | Curta-metragem |
| 2018 | Paraíso Perdido                         | Lídia           |                |
| 2022 | Nunca Estarei Lá                        | Mônica          | Curta-metragem |
| 2023 | A Noite das Vampiras                    | Alecsandra      |                |

### Televisão
| Ano     | Titulo                          | Personagem    | Notas                           | Emissora          |
| ------- | ------------------------------- | ------------- | ------------------------------- | ----------------- |
| 1974    | O Machão                        | Aretuza       |                                 | Rede Tupi         |
| 1978    | João Brasileiro, o Bom Baiano   | Liz           |                                 | Rede Tupi         |
| 1980    | Dulcinéa Vai à Guerra           | Carolina      |                                 | Rede Bandeirantes |
| 1981    | Os Imigrantes                   | Antonieta     |                                 | Rede Bandeirantes |
| 1983    | Maçã do Amor                    | Roberta       |                                 | Rede Bandeirantes |
| 1983    | Moinhos de Vento                | Yora          |                                 | Rede Globo        |
| 1984    | Transas e Caretas               | Leonor        |                                 | Rede Globo        |
| 1986    | Memórias de um Gigolô           | Francesa      |                                 | Rede Globo        |
| 1986    | Mania de Querer                 | Mônica        |                                 | Rede Manchete     |
| 1989    | Cortina de Vidro                | Leda          |                                 | SBT               |
| 1990    | Barriga de Aluguel              | Luísa Cóler   |                                 | Rede Globo        |
| 1992    | Perigosas Peruas                | Irma          |                                 | Rede Globo        |
| 1993    | Retrato de Mulher               | Neuza         | Episódio: "Era uma vez...Zezé"  | Rede Globo        |
| 1997    | Você Decide                     | Vanessa       | Episódio: "Gente Jovem"         | Rede Globo        |
| 1998    | Você Decide                     | Gisela        | Episódio: "Verdades e Mentiras" | Rede Globo        |
| 2001    | Roda da Vida                    | Heloísa       |                                 | Rede Record       |
| 2002    | Marisol                         | Rebeca        |                                 | SBT               |
| 2011    | Amor e Revolução                | Feliciana     |                                 | SBT               |
| 2017–18 | Pornolândia                     | Apresentadora |                                 | Canal Brasil      |
| 2021    | Anjo Loiro com Sangue no Cabelo | Helena Rabelo |                                 | Canal Brasil      |

### Teatro
- 1984 - O Terceiro Beijo
- 1985/1986 - Feliz Páscoa
- 1985/1986 - Tartufo
- 1987/1991 - Meno Male!
- 1994 - Estranhas Ocasiões
- 1994/1995 - Sua Excelência, o Candidato
- 1995 - As Moças do Segundo Andar
- 2000 - A Arte de Viver Vida
- 2000 - Uma por Todas e Salve-se Quem Puder
- 2001 - Aluga-se Um Namorado
- 2009 - O Desespero de Mirna Loy
- 2018 - Transex
- 2018/2019 - Mississipi
- 2024 - Mergulho Mistério Dela [21]